# Emulering
|  | Sammenskrivningsforslag Artiklen Emulering er foreslået føjet ind i Emulator. (Siden august 2019) Diskutér forslaget |

Ved en emulering foretager man en eftergørelse/efterligning af noget andet. I computerterminologi er det oftest et program, som efterligner resultatet af helt andre programmers virke. For eksempel kan det lykkes at få nogle programmer til at køre under emulator-programmet, sådan at man dels ikke bemærker dette program, dels ikke bliver klar over, at de oprindelige programmer ikke afvikles.
Det vil i praksis sige, at det er muligt at få en IBM-kompatibel computer til at efterligne f.eks. en Commodore 64. Man opnår derved, at den IBM-kompatible computer kan køre Commodore 64-programmer og spil. Dette ville ikke være muligt uden emuleringssoftware, fordi de 2 computere rent praktisk ikke "snakker samme sprog". Emulator-softwaren sørger for at oversætte i dette eksempel Commodore 64's sprog til det sprog, den IBM-kompatible computer kan forstå. Denne behandler så dataene, og emuleringssoftwaren søger så for at oversætte det IBM-kompatible sprog tilbage igen. Man snyder faktisk det emulerede program til at tro, det afvikles på en ægte Commodore 64.
Det er ikke kun muligt at emulere en Commodore 64. Der er masser af andet emulatorsoftware tilgængeligt, og oftest under en form for fri Licens som GPL. Der er dog nogle af disse emuleringssoftware, som kræver ROM softwaren fra den originale konsol/computer for at virke. Man skal derfor eje konsolen/computeren eller have købt en licens for at kunne benytte emulatorsoftwaren til noget.